# Nervo del muscolo piccolo pettorale
Il nervo del muscolo piccolo pettorale è un nervo misto che origina come ramo collaterale ventrale del plesso brachiale. Nasce dal tronco secondario mediale e riceve fibre da C8 e T1. È il minore dei due nervi toracici anteriori (l'altro è il nervo del muscolo grande pettorale).
Dopo la sua origine, il nervo passa dietro la prima parte dell'arteria ascellare e si unisce a un filamento del nervo del muscolo grande pettorale al davanti dell'arteria stessa;  raggiunge quindi la faccia profonda del muscolo piccolo pettorale, fornendogli la propria innervazione. Alcuni rami perforano il muscolo e raggiungono il grande pettorale. Il nervo emette inoltre alcuni esili rami cutanei.